# Türkiskotinga
Die Türkiskotinga (Cotinga cayana), manchmal auch Türkisblaue Kotinga oder Halsbandkotinga genannt, ist eine Vogelart aus der Familie der Schmuckvögel (Cotingidae). Die Art hat ein großes Verbreitungsgebiet, das die südamerikanischen Länder Bolivien, Peru, Ecuador, Kolumbien, Venezuela, Französisch-Guayana, Guyana, Suriname und Brasilien umfasst. Der Bestand wird von der IUCN als nicht gefährdet (Least Concern) eingeschätzt. Die Art gilt als monotypisch.

## Merkmale

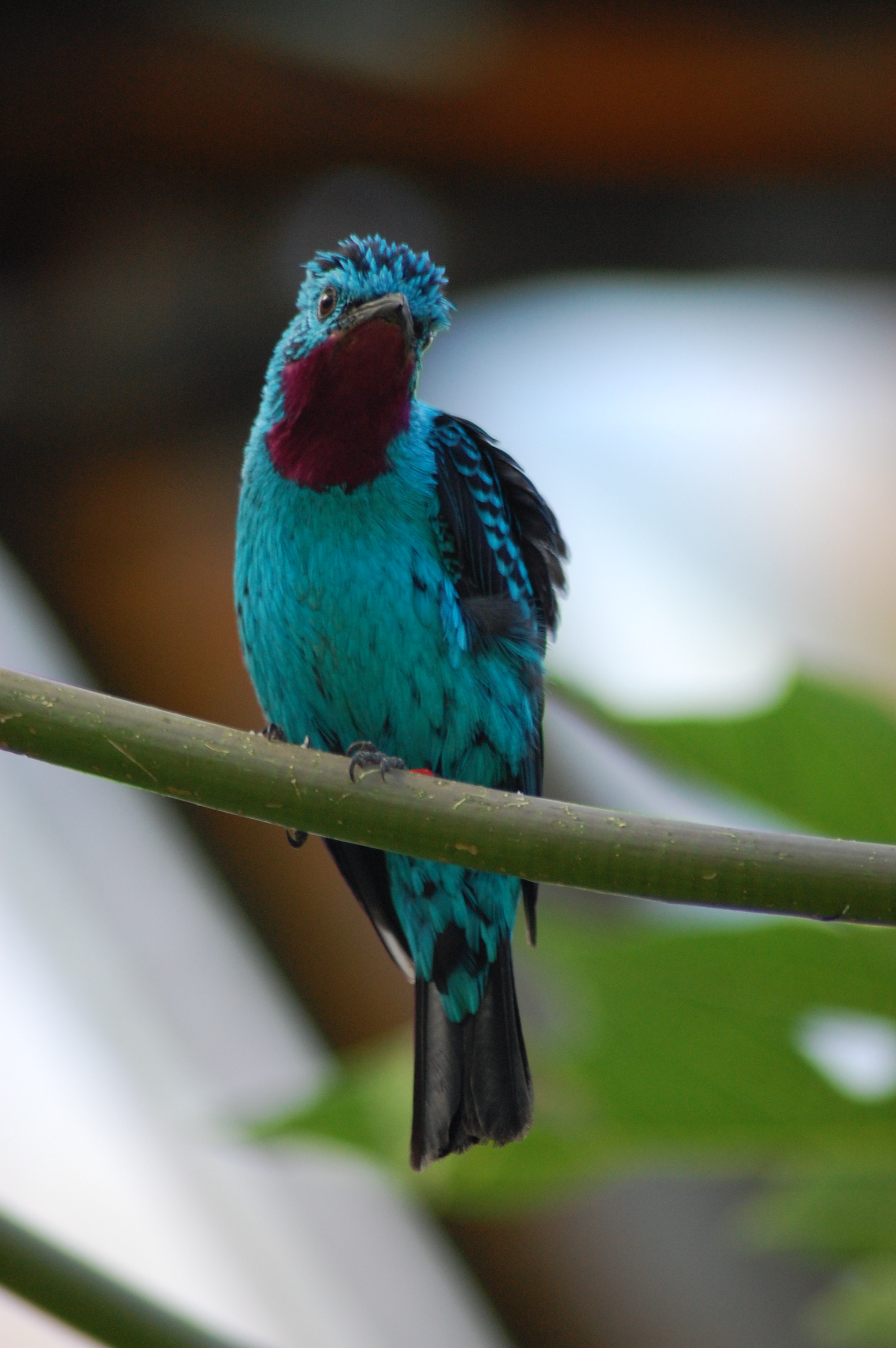
Türkiskotinga ♂

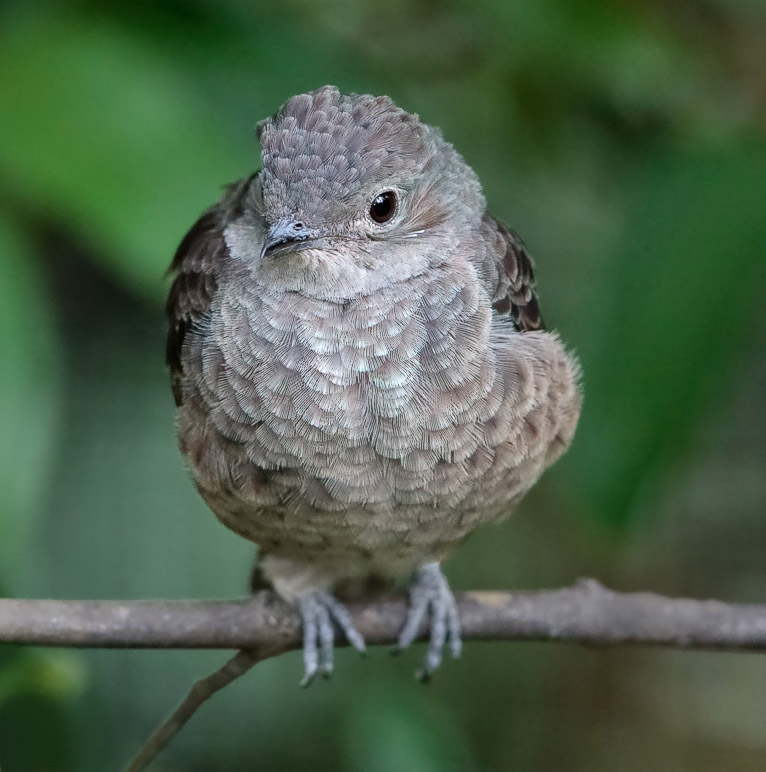
Türkiskotinga ♀

Die Türkiskotinga erreicht eine Körperlänge von etwa 20 bis 21,5 Zentimetern und hat einen kurzen schwarzen Schnabel. Das emaille-türkise Gefieder des Männchens wird von uneinheitlichen schwarzen Sprenkeln durchzogen. Die Kehle und der obere Teil der Brust sind hell rötlich violett. Die schwarzen Flügel weisen an den Deckfedern und Handschwingen blaue schmale Randspitzen auf. Der Schwanz ist schwarz. Der Sexualdimorphismus dieser Art ist extrem ausgeprägt. So sind die Oberseite, die Kehle und die Brust des Weibchens dunkel graubraun. An den Flügeln ist es etwas dunkler mit unscheinbaren schuppenförmigen Elementen. Die blassen unteren Handdecken wirken abgestumpft gelbbraun mit dunklen Flanken. Beide Geschlechter haben eine braune Iris.

## Verbreitung und Lebensraum
Der Vogel  kommt normalerweise in tropischen Zonen in Höhen unter 800 Metern vor. Selten wurde er auch in Höhen bis 1350 Metern beobachtet. Er ist eher seltener in extrem feuchten Terra-Firme-Wäldern und typischen  Várzea Landschaften präsent. So bevorzugt er eher trockene Flusssandbänke an Waldrändern sowie offenen, trockenen, festen, immergrünen Tieflandregenwald.

## Verhalten
Die Türkiskotinga sitzt gern auf kahlen Ästen des oberen Kronenbereichs und plustert sich taubenartig auf. Obwohl der Vogel eher ein Einzelgänger ist, kann man ihn hin und wieder in der Nähe von Bäumen mit Früchten auch in Gruppen antreffen. Meist sitzt die Türkiskotinga eher unspektakulär bewegungslos herum und bewegt sich kaum. Ihre bevorzugte Nahrung sind die Früchte des Regenwaldes.